# Departamento Capital (San Juan)
Das Departamento Capital liegt im Zentrum der Provinz San Juan im Westen Argentiniens ist eine von 19 Verwaltungseinheiten der Provinz. 
Es grenzt im Norden an das Departamento Chimbas, im Osten an das Departamento Santa Lucía, im Süden an das Rawson und im Westen an das Departamento Rivadavia. 
Die Hauptstadt des Departamento Capital ist das gleichnamige San Juan.

## Bevölkerung
Nach Schätzungen des INDEC stieg die Einwohnerzahl von 112.778 Einwohnern (2001) auf 116.511 Einwohner im Jahre 2005.

## Städte und Gemeinden
Das Departamento Capital ist in folgende Gemeinden aufgeteilt:
- San Juan